# Blaise Pascal
Blaise Pascal (Clermont-Ferrand, 19 juni 1623 – Parijs, 19 augustus 1662) was een Franse wis- en natuurkundige, christelijk filosoof, theoloog en apologeet. Pascal was een katholiek die ook een grote invloed heeft gehad op het protestantisme.
Zijn belangrijkste bijdragen op het vlak van de wis- en natuurkunde zijn:
- Hij legde de grondslag voor de waarschijnlijkheidsrekening (samen met Fermat, die van mening was dat Pascal ieder wiskundig probleem zou kunnen oplossen).
- Hij legde eveneens de basis voor de integraalleer en gaf betekenis aan het begrip oneindigheid (wat Leibniz als een van de weinigen begreep).
- Hij bouwde een van de eerste mechanische rekenmachines (optelling en aftrekking) (1642), de pascaline.
- Hij droeg bij aan de projectieve meetkunde (kegelsneden, stelling van Pascal), hydrostatica, hydrodynamica en combinatoriek (driehoek van Pascal). Isaac Newton schrijft dat hij veel te danken had aan Pascal.
- Hij ontdekte de naar hem genoemde Wet van Pascal: De druk die op een vloeistof wordt uitgeoefend, plant zich in alle richtingen met dezelfde grootte voort.

Als christelijk denker wordt Pascal vooral gezien als de apologeet (verdediger) van de openbaring. Hij stelt met klem dat de rede haar eigen grenzen moet kennen en dat zij moet buigen voor de door God gegeven werkelijkheid. Ter bekostiging van een weeshuis bedacht hij een koetslijn in Parijs, de eerste vaste lijn voor openbaar vervoer met koets.

## Levensloop
Pascal was de zoon van Étienne Pascal, belastingrechter in Clermont-Ferrand. Na de dood van diens vrouw, Antoinette Bégon, die overleed toen Pascal vier jaar was, verkocht zijn vader zijn werk door aan zijn broer, zodat hij zich geheel aan de opvoeding van zijn kinderen kon wijden. Ze verhuisden in 1631 naar Parijs. Blaise had twee zussen, Gilberte en Jacqueline. De laatste trad na de dood van haar vader in in het cisterciënzerinnenklooster Port-Royal-des-Champs (Port-Royal) te Parijs. Jacqueline was naast zijn vader de belangrijkste persoon in het leven van Pascal. Pascals vader onderwees zijn kinderen zelf. Al vroeg ontdekte hij daardoor de uitzonderlijke talenten van zijn zoon. Pascal had al ongeveer vanaf zijn zevende jaar een onstuitbare leergierigheid op het gebied van de wiskunde en de mechanica. Jacqueline bleek literaire talenten te bezitten; vanaf haar dertiende vroeg het koninklijk hof haar geregeld om haar gedichten te komen voordragen. Nadat Pascals vader een paar slechte beleggingen had gedaan, ging hij weer aan het werk als belastinginspecteur in Rouen. Étienne Pascal moest veel berekeningen maken en Blaise hielp hem hierbij. Door dit werk werd hij geïnspireerd tot de uitvinding van de eerste mechanische rekenmachine.
Vader Étienne Pascal werd na veel moeite toegelaten tot de prestigieuze Académie Française, naast de Sorbonne het mekka voor Franse wetenschappers in die tijd. Zo kon hij ook zijn zoon na verloop van tijd bij de geleerde heren introduceren. Al spoedig stond Blaise bekend als een jong genie. Hij correspondeerde behalve met Fermat ook met Christiaan Huygens, Gottfried Leibniz en andere grote wiskundigen van de Gouden Eeuw. Hoewel Fermat en Pascal elkaar nooit persoonlijk hebben ontmoet, is hun samenwerking zeer productief geweest en stimuleerden ze elkaar om oplossingen voor steeds nieuwe vraagstukken te vinden.
Pascal is nooit getrouwd. Toen zijn twee jaar jongere zuster Jacqueline intrad in het klooster van Port-Royal kreeg het katholieke geloof een grote betekenis voor hem. Door een controverse met de jezuïeten verdiepte Pascal zich in de theologie en nam het wetenschappelijk werk een minder belangrijke plaats in. Pascal was van jongs af veel ziek en leed vaak aan hoofd- en kiespijn. Om die pijnen te vergeten dwong hij zich tot intensief werk in exacte wetenschap en theologie. De laatste jaren van zijn korte leven - hij werd slechts 39 - raakte hij meer en meer overtuigd van de waarheid van het christelijke geloof, mede op grond van een kansberekening. Hij verkocht zijn goederen en hielp armen en zieken terwijl hij zelf heel eenvoudig leefde. Na zijn dood onderzocht men zijn lichaam en stelde een buitengewoon compacte hersenmassa vast die tegen een verdikte fontanel drukte, wat zijn pijnen voor een deel verklaarde.

## Bijdragen tot de wiskunde

### Kegelsneden
Na contact met de wiskundige Desargues (1591-1661) kwam Pascal in 1639 op amper 16-jarige leeftijd met een stelling over kegelsneden: de stelling van Pascal over een willekeurige zeshoek die ingeschreven is in een kegelsnede. Hij publiceerde deze stelling in 1640, maar zijn manuscript hierover is nooit teruggevonden.

### Mechanische rekenmachine

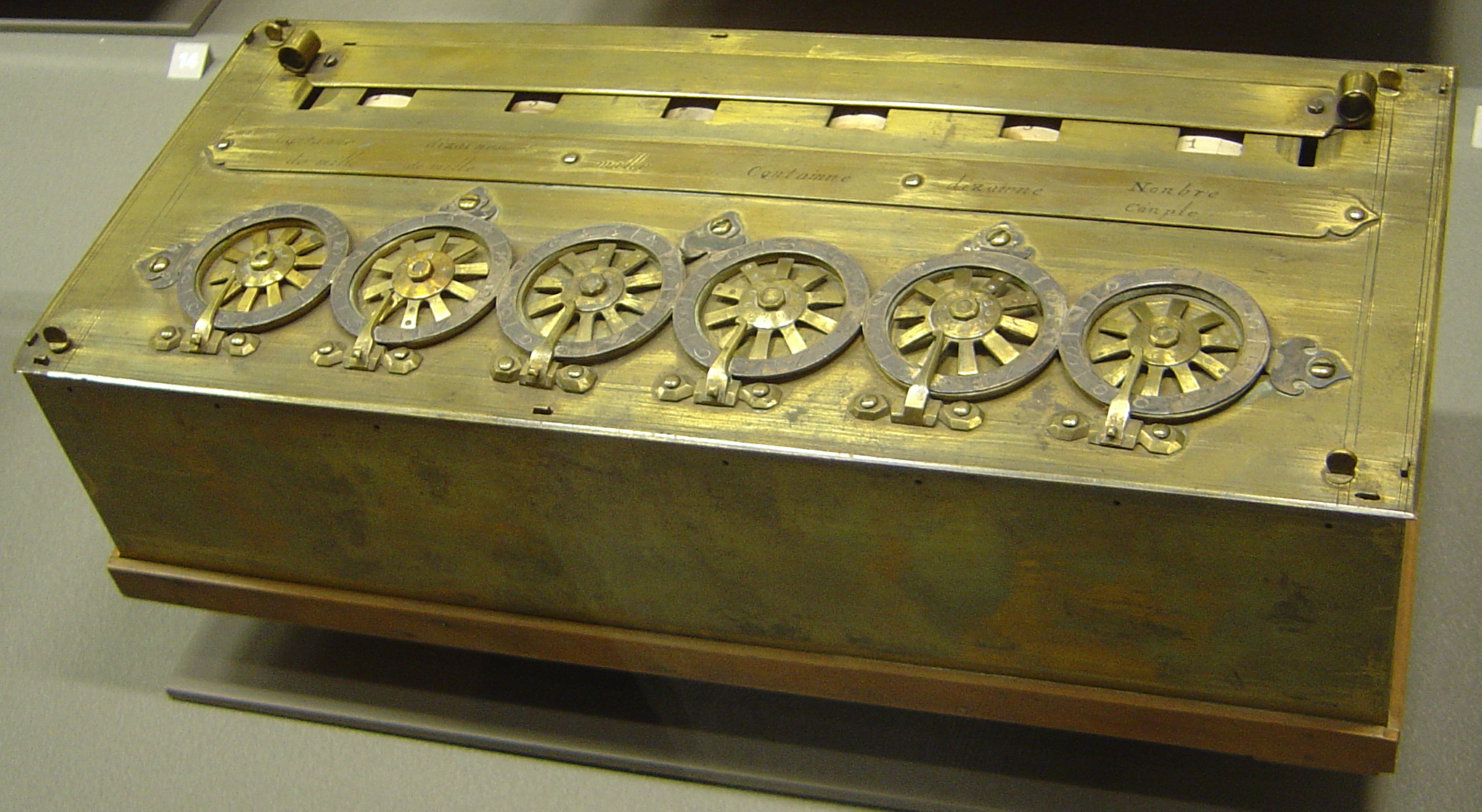
Een rekenmachine (Pascaline) gesigneerd door Pascal in 1652. Musée des Arts et Métiers, Parijs Inventarisnummer 823-1

Uit Pascals uitvinding van de eerste mechanische rekenmachine, de "pascaline" die hij tussen 1642 en 1644 samen met zijn vader in Rouen uitvond, bleek zijn vermogen om nieuwe oplossingen te bedenken voor oude problemen. Aanleiding was het vele rekenwerk dat zijn vader beroepshalve moest doen. Pascal ontdekte dat het overdrachtsgetal ("onthouden") het lastigst is bij grote optel- en aftreksommen. Hij ontwikkelde een houten kistje waarin eerst zes, later acht tandradertjes naast elkaar geconstrueerd waren die als in een horloge in elkaar grepen. Elke Franse muntsoort had zijn eigen tandwieltje en deed, wanneer het werd rondgedraaid, de wieltjes ernaast al naargelang de waarde ten opzichte van elkaar verspringen: het effect van de overdracht. Deze vinding wordt vaak als de voorloper van de computer beschouwd en was voor die tijd revolutionair. Maar hoewel deze rekenmachine tijdwinst opleverde, waren de fabricagekosten hoog. Uiteindelijk werden er 50 verkocht.

### Waarschijnlijkheidsrekening en driehoek van Pascal
Tijdens de periode waarin hij vaak in het klooster Port Royal verbleef, zette Pascal zijn wiskundig werk voort. Naar aanleiding van een vraag van de chevalier De Méré, die van kansspelen hield, bestudeerde hij vanaf 1654 de kansen op winst en verlies. Het bracht hem ook tot een briefwisseling met Pierre de Fermat hierover. Zo ontstond de kansrekening als volwaardige tak van de wiskunde.

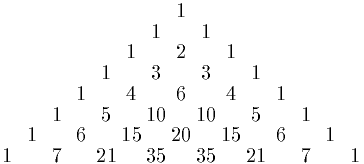
Driehoek van Pascal

Pascal ontwikkelde de naar hem genoemde getallendriehoek naar aanleiding van het bekende problème des partis bij het dobbelen (Traité du triangle arithmétique, gepubliceerd in 1665).
Pascal was ook verdienstelijk op het vlak van de infinitesimaalrekening, waartoe later ook Newton en Leibniz bijdroegen. Zo bestudeerde hij de cycloïde, die hij ‘roulette’ noemde.
In zijn filosofische beschouwingen over wat nu de wiskunde kenmerkt, plaatste hij de "esprit de finesse" tegenover de "esprit de géométrie".

## Bijdragen tot de natuurkunde

### Druk op vloeistoffen
Pascals wet met betrekking tot de druk op vloeistoffen, die hij in 1653 ontwikkelde, maakte allereerst korte metten met de tot dan toe heersende opvatting dat het luchtledige niet bestaat. Hij toonde aan dat wanneer men een aan één kant gesloten buis vult met kwik, die afsluit en omgekeerd in een bak met kwik zet (waarop men een laagje water legde) niet de lucht of een of ander onbekend etherisch gas in de buis het niveau van kwik in die buis doet dalen, maar dat het niveau van de daling van het kwik in de buis alleen afhangt van de hoeveelheid druk van de omringende lucht op het kwik in de bak.
Niet veel later zou de in Duitsland uitgevoerde proef met de Maagdenburger halve bollen het bestaan van het vacuüm, het luchtledige, en de luchtdruk vlak bij de grond (bijna 10 000 N was nodig voor het uit elkaar trekken van de helften van een luchtledige bol) bevestigen. “Dat iets onbegrijpelijk is, betekent nog niet dat het niet bestaat”, zou Pascal ervan zeggen.
Pascal toonde proefondervindelijk aan dat de luchtdruk op verschillende hoogten verschilt (door de hoogte van kwik in een buis op verschillende hoogten te meten). Hoe lager de meting werd uitgevoerd, hoe hoger het kwik in de buis steeg, dus hoe hoger ook de luchtdruk moest zijn op dat niveau en omgekeerd. Daarmee werd tevens vastgesteld dat de atmosfeer eindig is: de luchtdruk is het grootst net boven de grond (zeeniveau); deze moet gelijk zijn aan het gewicht van de totale luchtkolom boven een oppervlakte-eenheid. Zo kwam hij vrij nauwkeurig aan het gewicht van de totale atmosfeer. Pierre Gassendi roemde de ontdekking van deze “uitzonderlijke onvergetelijke jongeman” met de uitspraak: “Wat hij gedaan heeft, heeft niemand voor hem ooit klaargespeeld; na hem kan iedereen het doen”. Pascal zelf overzag de gevolgen van deze onontkoombare conclusies toen niet, maar in feite betekende dit een omwenteling in de astronomie.
Met deze proeven zette Pascal de toon wat betreft experimentele bewijsvoering. Tot dan toe was de wetenschap niet gebaseerd op proefondervindelijke aantoonbaarheid, eerder op logica en theoretische deductie. Vooral door Pascals werk veranderde dat, al moeten in dit verband zijn voorgangers Galileo Galileï (1564-1642) en nog eerder Leonardo da Vinci (1452-1519) ook genoemd worden.

## Theologisch en filosofisch werk
Binnen de Franse wijsbegeerte besteedde Pascal veel aandacht aan het denken dat zich richt op het innerlijk leven. Hij wordt vaak als tegenpool gezien van zijn tijdgenoot Descartes (1596-1650), die aan de basis stond van het rationalisme. Pascal zag de mens als een mysterie: het denken kan dan wel tot meer inzicht leiden, maar dat mysterie zal nooit geheel in begrippen te vatten zijn. Dit komt vooral tot uiting in zijn laatste werk Pensées.
Een tijdlang leidde Pascal een werelds leven in de Franse hoofdstad, maar in 1654 kreeg hij een openbaring.

### Mémorial
Na Pascals dood vond men in de voering van een kledingstuk twee handschriften van hem. Het was een getuigenis in tweevoud op perkament en papier dat zo begint:
'Het genadejaar 1654
Maandag 23 november (...) vanaf ongeveer half elf 's avonds tot ongeveer half één 's nachts.
VUUR
God van Abraham, God van Isaak, God van Jakob. Niet de God van filosofen en geleerden. Zekerheid. Zekerheid. Gevoel. Vreugde. Vrede. God van Jezus Christus (...)
Na deze ervaring trok hij zich vaker terug in het klooster Port-Royal waar zijn zuster Jacqueline al eerder was ingetreden en waar velen uit de adel en gegoede burgerij een retraite deden. Naast zijn wetenschappelijke werk en ondanks ziekten en dagelijkse pijn, hield Pascal zich meer en meer bezig met het bestuderen van de Bijbel en de werken van de kerkvaders. Mede door nauwkeurige bestudering van Augustinus kwam hij tot de overtuiging dat diens opvattingen omtrent zonde en genade zuiverder zijn dan die van de Katholieke Kerk. In zijn Les Provinciales klaagde hij de paus aan, maar hij is nooit uit de Kerk getreden.

### De Provinciaalse Brieven
In Port-Royal raakte Pascal in 1656 betrokken in een polemiek tussen de jezuïeten en de jansenisten. Hem werd gevraagd een vlugschrift te schrijven om het volk te informeren over de uitzetting van zijn vriend, de geleerde Antoine Arnauld van de Sorbonne in Parijs. Vanwege de bijzonder duidelijke schrijfstijl begreep iedereen direct waar het over ging. Door de spot te drijven met de leer van de jezuïeten werd het vlugschrift in heel Frankrijk populair en volgden er in anderhalf jaar tijd nog negentien - alle anoniem gedrukt, met de kleinste lettergrootte op één vel en met sneldrogende inkt, zodat het drukproces niet langer duurde dan één nacht, want de jezuïeten schuwden niet om het leger van koning (Lodewijk XIV) in te zetten om auteur en drukkers te ontmaskeren. Lodewijk XIV bestreed het jansenisme, omdat het zich als politieke beweging tegen zijn autoriteit keerde.
In de eerste tien brieven van Les Lettres Provinciales (de verzameling polemieken) stelt de schrijver zich voor als een verbaasde bewoner uit de provincie die onbevooroordeeld de ruzie onderzoekt door vertegenwoordigers uit beide kampen aan het woord te laten en het resultaat als brief naar het thuisfront te sturen. De andere tien brieven richten zich direct tegen de jezuïeten en in het bijzonder tot pater Annat, de biechtvader van de koning die de jansenisten met veel ijver bestreed. De kracht van de argumenten tegen de jezuïeten lag er vooral in dat Pascal uit de geschriften van deze orde argumenten en citaten nauwkeurig weergaf, om iedere verdenking van verdraaiing te voorkomen.
Vanwege het satirisch karakter werd het werk later bewonderd door onder meer Voltaire: “Niemand komt ongeschonden uit een ontmoeting met Pascal." Velen zien hem als medevormgever van de Franse taal. Tot een eeuw na Pascals dood werden de geschriften dan ook in scholen gehanteerd als voorbeeld hoe te schrijven en logisch te denken. Pascal wordt door zijn betoogtrant, waarin hij alle partijen aan het woord laat, wel gezien als de eerste onderzoeksjournalist. Les Provinciales werd gretig gelezen. Dit was niet enkel doordat het onderwerp aansloeg of omwille van de stilistische kwaliteiten van zijn satire, maar ook doordat Pascal erin slaagde moeilijke theologische discussies te hertalen in boeiende dialogen, die bovendien in de volkstaal waren geschreven en niet in het Latijn, zoals toen gangbaar was voor dergelijke onderwerpen.
Men heeft Pascal tijdens zijn leven nooit als de schrijver van de brieven kunnen ontmaskeren. Het klooster werd in 1708 opgeheven. In 1710 liet Lodewijk XIV zijn soldaten Port-Royal-des-Champs, dat een bedevaartsoord begon te worden, met de grond gelijk maken.

### Gedachten
Pascal liet de Pensées (Gedachten) na, een op onderwerp gerangschikte verzameling losse notities die waren bedoeld als voorbereiding van een onvoltooide apologie van het christelijk geloof. Het is een ongepolijste verwoording van Pascals inzichten in godsdienstige waarheden en allerlei aspecten van het menselijk leven. Door zijn vroege dood heeft hij het werk niet kunnen afmaken. In zijn tekst komt de mens naar voren als een wezen dat gekenmerkt wordt door gespletenheid en ambiguïteit en dat daardoor onophoudelijk moet kiezen. Zowel de misère (nietigheid) als de grandeur (grootheid) van het menselijk bestaan komen erin tot uiting.
Bekend is ook zijn uitspraak (opgenomen in de Pensées) dat men volgens de kansrekening wel in God moet geloven: als deze namelijk bestaat, is de winst voor de gelovige oneindig. Bestaat God niet, dan verliest men niets (le pari, de gok). Deze redenering staat bekend als de Gok van Pascal, of ook wel het Waagstuk van Pascal of Pascals Weddenschap.

## Uitvinder van openbaar vervoer
In het jaar voor zijn dood bedacht Pascal niet alleen een openbaarvervoersysteem voor de gewone man, maar samen met drie andere aandeelhouders richtte hij hiertoe ook een onderneming op: "De Maatschappij tot Uitbating van koetsen". De onderneming, die als eerste in een wereldstad met koetsen lijndiensten onderhield op vaste routes in Parijs, was vanaf het eerste moment een groot succes: "Zo belachelijk als men de zaak in het begin vond, zo goed vindt men ze nu." De winst die Pascal maakte, stelde hij ter beschikking van de armen van Blois waar velen een hongerdood stierven.

## Genoemd naar Pascal
- Uit erkenning voor het belang van zijn werk is de eenheid van druk in het SI-systeem naar hem genoemd: 1 pascal (1 Pa) = 1 N/m².
- De programmeertaal Pascal, ontworpen door Niklaus Wirth.
- Haute École Catholique du Luxembourg Blaise Pascal[4] in Aarlen.
- Het Blaise Pascal College in Zaandam
- Université Blaise Pascal in Clermont-Ferrand.
- Het Blaise Pascal College in Orsay.
- Blaise Pascal, middelbare school in Spijkenisse (tegenwoordig onderdeel van PENTA college CSG.
- De driehoek van Pascal.

## Uitspraken van Pascal
- “L'homme n'est ni ange, ni bête, et le malheur veut que qui veut faire l'ange fait la bête.” (“De mens is geen engel en geen beest, en het ongelukkige feit wil dat degene die voor engel wil spelen, het Beest speelt.”)[5]
- “Ik schrijf je een lange brief, want ik heb geen tijd voor een korte.” (“Je n’ai fait celle-ci plus longue que parce que je n’ai pas eu le loisir de la faire plus courte.” Lettres Provinciales (1657) no. 16)
- “Le coeur a ses raisons que la raison ne connaît point.” (“Het hart heeft zijn redenen die de rede niet kent”).[6]
- “Alle ellende op de wereld wordt veroorzaakt doordat mensen niet gewoon thuis kunnen blijven.” (“J'ai souvent dit, que tout le malheur des hommes vient de ne savoir pas se tenir en repos dans une chambre. Un homme qui a assez de bien pour vivre, s'il savait demeurer chez soi...”)[7]
- “Ce que peut la vertu d'un homme ne doit pas se mesure par ses efforts, mais par son ordinaire.” (“De deugd van een man dient niet te worden afgemeten naar zijn inspanningen, maar naar zijn gewone manier van doen”).[6]
- “Stel u een aantal geketende mensen voor die allen ter dood veroordeeld zijn. Iedere dag worden er onder de ogen van de anderen enkelen omgebracht. De overblijvenden zien aan wat er met hun lotgenoten gebeurt, wat henzelf te wachten staat. Vol smart en wanhoop kijken ze elkaar aan en wachten hun beurt af. Dit is het beeld van de menselijke situatie.”[8]

## Werken
- Essay pour les coniques, Parijs 1640. Een korte wiskundige verhandeling over de kegel
- Lettre dédicatoire à Monseigneur le Chancelier. Sur le sujet de la Machine nouvellement inventée par le Sieur B.P. pour faire toutes sortes d’opérations d’Arithmétique, par un mouvement réglé, sans plume ni jetons. Avec un avis nécessaire à ceux qui auront curiosité de voir ladite Machine, & de s'en servir, 1645. Handleiding voor Pascals rekenmachine, de Pascaline.
- Expériences nouvelles touchant le vuide, faites dans des tuyaux, syringues, soufflets & siphons de plusieurs longueurs & figures, avec diverses liqueurs, comme vif-argent, eau, vin, huyle, air, etc. Avec un discours sur le mesme sujet, Parijs 1647
- Traité du triangle arithmétique, avec quelques autres petits traitez sur la mesme matière, Parijs 1645
- Récit de la grande Expérience de l'Équilibre des Liqueurs, Parijs 1648
- Les Provinciales ou Les lettres écrites par Louis de Montalte à un provincial de ses amis & aux RR. PP. Jésuites sur le sujet de la morale, & de la politique de ces Pères, 1657
- Récit de l'examen et du jugement des escrits envoyez pour les prix, proposez publiquement sur le sujet de la Roulette. Où l'on voit que ces prix n'ont point esté gagnez, parce que personne n'a donné la véritable solution des problesmes, 1658
- Lettre de A. Dettonville à Monsieur de Carcavy, en luy envoyant: Une Méthode générale pour trouver les Centres de gravité de toutes sortes de grandeurs. Un Traitté des Trilignes & de leurs Onglets. Un Traitté des Sinus du quart de Cercle. Un Traitté des Arcs de Cercle. Un traitté des Solides circulaires. Et enfin un Traitté général de la Roulette, Contenant la solution de tous les Problèmes touchant La Roulette qu'il avoit proposez publiquement au mois de juin 1658, Parijs 1659. A. Dettonville is een pseudoniem van Pascal.
- Traitez de l'équilibre des liqueurs et de la pesanteur de la masse de l'air. Contenant l'explication des causes de divers effets de la nature qui n'avoient pas esté bien connus jusques ici, & particulièrement de ceux que l'on avoit attribuez à l'horreur du Vuide, Parijs 1663
- Priere pour demander a Dieu le bon usage des maladies. In: Divers traitez de pieté, Keulen 1666
- Abrégé de la vie de Jésus-Christ, vertaald in het Nederlands, Het leven van Jezus, Uitgeverij Kok, Utrecht 2011. ISBN 978 90 435 1895 6
- Discours de la condition de l'homme
- Pensées sur la vérité de la religion chrétienne
- Deux pièces imparfaites sur la Grâce et le Concile de Trente
- De l'autorité en matière de philosophie: de l'esprit géométrique
- La Machine arithmetique
- Réflexions sur la géométrie en général
- Pensées de M. Pascal sur la religion et sur quelques autres sujets, qui ont esté trouvées après sa mort parmy ses papiers, postuum, Parijs 1669